# Issarlès
Issarlès település Franciaországban, Ardèche megyében. Lakosainak száma 125 fő (2022. január 1.). Issarlès Le Béage, Le Lac-d'Issarlès, Lachapelle-Graillouse, Freycenet-la-Cuche, Lafarre, Présailles és Salettes községekkel határos.

## Népesség
A település népességének változása:
| Lakosok száma | 428  | 245  | 217  | 165  | 162  | 145  | 145  | 132  | 125  | 125  |
|               | 1968 | 1982 | 1990 | 2006 | 2013 | 2015 | 2017 | 2019 | 2020 | 2022 |